# نهر كاراكورو
نهر كاراكورو هو نهر موسمي ويُعد أحد روافد نهر السنغال والذي يُشكل أحد أجزاء الحدود الدولية بين دولتي مالي وموريتانيا.
ومنبع نهر كاراكورور يقع في الشمال الشرقي لمدينة كيفة، ويسري النهر في جنوبًا في اتجاه منطقة الساحل الإفريقي جنوب موريتانيا، ويمر بالعديد من مناطق الجفاف الضحلة قبل أن يلتقي مع نهر السنغال علي الضفة اليسري قبل بضعة كيلومترات من مدينة أمبيديدي الموريتانية.